# Kortatu
Kortatu war eine baskische Ska-Punk-Band, die 1984 in Irun, Guipuzcoa im spanischen Baskenland gegründet wurde. Der Name der Band kommt vom Rufnamen eines in Händen der spanischen Polizei umgekommenen ETA-Mitgliedes.
Wegen ihrer zum Teil auch auf Baskisch gesungenen Texte, in denen sie auch das baskische Unabhängigkeitsstreben unterstützen, gelten sie als Teil des radikalen Baskenrocks.
Kennzeichnend für ihren Stil ist ein explosives Gemisch aus Ska- und Punkelementen, welche durch gelegentliche Reggae-Einlagen untermauert sind.

## Bandgeschichte
Kortatu wurde 1984 von den Brüdern Fermin (Gesang, Gitarre) und Iñigo Muguruza (E-Bass, Begleitgesang) zusammen mit Treku Armendariz (Schlagzeug) gegründet.
Bald darauf nahmen sie ihr erstes Demo auf und touren 1985 durch das gesamte Baskenland mit Auftritten auf verschiedenen Festivals und Abstechern auch nach Madrid und Barcelona.
Im gleichen Jahr nahmen sie ihr erstes Album Kortatu auf. Diese Platte ist noch größtenteils auf Spanisch gesungen und machte sie im Land bekannt (sie wurde auch von einigen Zeitschriften zur Platte des Jahres gewählt). Kortatu spielten zum Teil vor 15.000 Zuschauern.
1986 folgte eine Tour durch Europa mit Konzerten in der Schweiz, Deutschland und den Niederlanden und die Veröffentlichung zweier Werke: Die Maxisingle A la calle und die LP El estado de las cosas (ebenfalls noch großteils auf Spanisch). Spätestens mit dieser Platte wurden sie in ganz Spanien bekannt.
Das gesamte Jahr 1987 verbrachten sie auf Tour (auch in Frankreich und nochmals in der Schweiz und Deutschland). Dabei wurde auch ein weiteres Album – A Front Line Compilation – für den europäischen Vertrieb aus bestehendem Material zusammengestellt.
1988 folgte ihr drittes Album Kolpez kolpe, ihr erstes Album auf Baskisch. Auch der Sound hat sich weiterentwickelt; es gibt nun auch einige Blasinstrumente. In der darauf folgenden Tour nahmen sie (auf ihrem letzten von etwa 280 Konzerten) die Doppel-LP Azken guda dantza auf. Dieses wurde von der Zeitschrift Maximum Rock&Roll zu einem der besten Live-Alben gewählt.
Im gleichen Jahr löste sich die Band – am Höhepunkte ihrer Popularität – auf, um „kreativen Stillstand“  zu vermeiden (um sich allerdings größtenteils 1990 im Nachfolgeprojekt Negu Gorriak wiederzufinden).
Am 9. September 2019 verstarb Bassist und Gründungsmitglied Iñigo Muguruza an einer langen degenerativen Krankheit.

## Diskografie

### 7"-EPs
- Nicaragua Sandinista (Nola, ohne Jahresangabe)
- Afterboltxebike (Oihuka, ohne Jahresangabe)
- A la calle (Soñua, 1986)
- Aizkolari (Agit Prop Edition Negra, 1988)

### 12"-LPs
- Kortatu (Soñua, 1985)
- El estado de las cosas (Soñua, 1986)
- A Front Line Compilation (Red Rhino-Organik, 1988)
- Kolpez kolpe (Oihuka, 1988)
- Azken guda dantza (Nola!, 1988)